# Hiltonius pulchrus
Hiltonius pulchrus är en mångfotingart som beskrevs av Chamberlin 1918. Hiltonius pulchrus ingår i släktet Hiltonius och familjen Spirobolidae. Inga underarter finns listade i Catalogue of Life.